# Rafael Silva
Rafael Silva (ur. 11 maja 1987 w Aquidauana) – brazylijski judoka, trzykrotny brązowy medalista olimpijski, wicemistrz świata.
Walczy w kategorii powyżej 100 kilogramów. Zawody w 2012 były jego pierwszymi igrzyskami olimpijskimi. W 2011 był drugi w igrzyskach panamerykańskich, ma również w dorobku medale mistrzostw kontynentu (złoto w 2012). Srebrny (2013) i brązowy (2014) medalista mistrzostw świata.